# 陳漢承
陳漢承（英語：Morris Chen，1976年7月10日—），台灣賽車手，為法國利曼24小時耐力賽參賽台灣車手。

## 經歷
陳漢承在2004年他在28歲時投入ATCS亞洲房車賽。首次參賽就獲得第一站泰國Bira賽道第三名; 但為了專注發展新事業暫時離開比賽。
離開賽道六年後，他在2011年重回熱愛的賽車; 在當年ATCS亞洲房車賽以Honda WTCC 和BTCC兩輛車參賽並抱回兩座獎盃。
2012年首次投入GT賽事，以Mclaren MP4-12C GT3賽車參加歐洲Blancpain 在Monza 賽道的比賽；在2012年ATCS亞洲房車賽獲得相當亮眼的成績並贏得年度冠軍車隊。
2013年他以BMW Z4 GT3賽車參加亞洲利曼賽；在馬來西亞雪邦賽道以Porsche 997 GT3 RSR賽車獲得第二名。當年也投入台灣Option Cup系列賽S2000組贏得第二名。
2014年持續在國際賽事大放異彩。像是日本Super Series、馬來西亞Super Series、台灣大賽車、亞洲利曼賽；同年也贏得亞洲利曼賽冠軍隊。
2015年首次投入利曼24小時耐力賽，陳漢承和車隊是史上第一支前進世界最重要賽事－利曼24小時耐力賽的台灣隊伍。他不僅完成賽事並以Porsche 991 RSR賽車贏得ProAM組第六名；當年還贏得日本Super Car Race Series 冠軍。同年他以Mercedes Benz SLS GT3賽車參加亞洲最重要的耐力賽之一的馬來西亞雪邦12小時耐力賽。
2016年以Ferrari 488 GT3賽車參加日本 Super Taikyu 耐力賽。
國內車隊HubAuto取得今年參賽資格，創辦陳漢承Morris將再度挑戰這個耐久賽事最高殿堂！
2017年參加了中國超級跑車錦標賽，以及日本Super Taikyu系列賽皆取得不錯的佳績。
2018年亞洲Blancpain 耐力賽 ProAM組取得了第二名的成績，以及鈴鹿十小時耐力賽GT3 ProAM組的第二名。更是在同年的台灣大賽車中大鵬灣賽道GT Master組的冠軍也是刷新了GT組最快圈速紀錄。
2019參加了亞洲Blancpain 耐力賽、亞洲利曼賽；同年也贏得亞洲利曼賽冠軍隊。
2020再度登上了賽車最高殿堂-法國利曼24小時耐力賽，可惜最後因為機械故障未能完賽。

## 賽車成績
- 2004  ATCS亞洲房車賽

- 第一站 泰國 Bira 賽道－第三名

- 2011  ATCS亞洲房車賽

- 第五站 馬來西亞雪邦國際賽道－第二名
- 第七站 印尼洗都國際賽道－第二名

- 2012  歐洲Blancpain 耐力賽

- 第一站 義大利 蒙札賽道
- 第三站 法國 銀石赛道

- 2012  TCSA 亞洲房車巡迴賽

- 第六站 馬來西亞雪邦賽道－第三名
- 第七站 泰國Bira 賽道－第三名
- 第八站 泰國Bira國際賽道－第三名
- 第十站 泰國Bangsaen街道賽－第三名
- 2012 亞洲房車冠軍隊

- 2012  超級台灣房車錦標賽

- Super 2000組 第一站 第一回合 亞軍
- Super 2000組 第一站 第二回合 亞軍
- Super 2000組 第二站 第三回合 季軍
- Super 2000組 第二站 第四回合 亞軍
- Super 2000組 第五站 第九回合 冠軍
- Super 2000組 第五站 第十回合 冠軍

- 2012  Option Cup 冠軍賽

- GP2 A組 第二站－亞軍

- 2013  亞洲利曼賽

- GTC 組      第三站 中國珠海賽道－ 第五名
- GTE 組      馬來西亞雪邦賽道 －第二名

- 2013  Option Cup 冠軍賽

- GP2 A組 第一站－季軍
- GP2 A組 第二站－亞軍
- GP2 A組 第三站－季軍
- GP2 A組 第四站－亞軍
- GP2 A組 亞軍

- 2013  台灣大賽車

- 超級房車A 組 第二站－冠軍
- 超級房車A 組 第三站－第二名

- 2014 亞洲利曼賽

- 第一站 韓國Inji賽道－第一名
- 第二站 日本富士賽道－第二名
- 第三站 中國上海賽道－第四名
- 第四站 馬來西亞雪邦賽道－第三名
- 2014亞洲利曼賽年度車隊冠軍

- 2014 日本 Super Car Race Series

- 日本岡山國際賽道
- 第五站 第一組－第三名
- 第六站 第一組－第三名

- 2014 馬來西亞 Super Series

- 第二站 GT Open組 - 第二名

- 2014 台灣大賽車

- 第四站 Super GT GT3組 – 冠軍

- 2015 日本Super Car Race Series

- 日本富士賽道
- 第一站 第一組－冠軍
- 第二站 第一組－第二名

- 2015 法國利曼24小時耐力賽

- ProAM組－第六名

- 2015 SRO 雪邦12小時耐力賽

- GT3 ProAM組－第二名

- 2015 亞洲利曼賽

- 第一站 日本富士賽道－第三名
- 第二站 馬來西亞雪邦賽道－第六名
- 第三站 馬來西亞Buriram 賽道－第四名
- 第四站 馬來西亞雪邦賽道－第六名

- 2016 日本Super Taikyu系列賽

- 第一站 Motegi 賽道－第八名
- 第二站 SUGO賽道- 第六名
- 第三站 鈴鹿賽道- 第二名

- 2017 中國超級跑車錦標賽

- 第一站 北金龍賽道－第四名
- 第二站 珠海賽道－第九名
- 第三站 珠海賽道－第八名
- 第四站 上海賽道－第六名

- 2017 日本Super Taikyu系列賽

- 第一站 Motegi 賽道－第四名
- 第二站 SUGO賽道- 第四名
- 第三站 鈴鹿賽道- 第五名
- 第四站 Auto Polis賽道- 第三名

- 2018 亞洲Blancpain 耐力賽

- 第三站 鈴鹿賽道GT3 ProAM組－第二名
- 第四站 富士賽道GT3 ProAM組－第二名

- 2018 鈴鹿10小時耐力賽

- 鈴鹿賽道GT3 ProAM組－第二名

- 2018 TSF台灣大賽車

- 大鵬灣賽道GT Master－冠軍
- 刷新大鵬灣GT組最快圈速記錄：1：36.763

- 2019 亞洲Blancpain 耐力賽

- 第三站 鈴鹿賽道GT3－第三名
- 第四站 富士賽道GT3－第三名

- 2019亞洲利曼賽

- 第一站 中國 上海賽道- 第六名
- 2019亞洲利曼賽年度車隊冠軍

- 2020法國利曼24小時耐力賽

## 外部連結
- Morris Chen陳漢承-Facebook
- HubAuto車隊-website （页面存档备份，存于）
- HubAuto車隊-Facebook （页面存档备份，存于）